# Saloum (rivier)
De Saloum is een rivier in het West-Afrikaanse land Senegal. De rivier stroomt door het centrale deel van dit land, ten noorden van het buurland Gambia. De rivier ontspringt ongeveer 105 kilometer ten oosten van Kaolack en mondt uit in de Atlantische Oceaan. De bron van de rivier bevindt zich 70 kilometer ten noordnoordwesten van de stad Tambacounda. De rivier stroomt in westelijke richting door een talweg tot aan de stad Kaolack, vanaf daar stroomt zij door laagland. 
Het stroomgebied van het Saloum-riviersysteem omvat delen van de regio's Tambacounda, Kaffrine en Kaolack. In de regio Fatick stroomt de rivier samen met de Sine uit in een estuarium. Dit gebied, de Sine-Saloum-delta ligt aan de monding van de Saloum en wordt beschermd als nationaal park Delta du Saloum. Dit estuarium is ook door UNESCO aangewezen als biosfeerreservaat.
Het stroomgebied ligt in het pre-koloniale koninkrijk Saloum van de Sérères-bevolking. Mangrovebossen beslaan een gordel van 5 kilometer aan weerszijden van de rivier, bijna 70 kilometer stroomopwaarts.

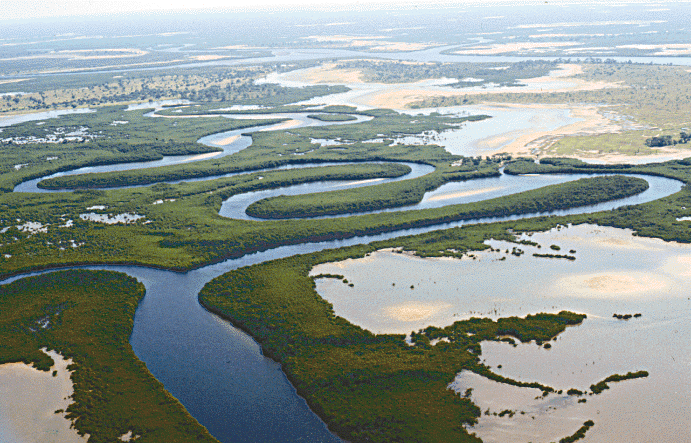
De Saloum stroomt door het nationaal park Delta du Saloum